# Arrondissement di Sarrebourg-Château-Salins
L'arrondissement di Sarrebourg-Château-Salins è una suddivisione amministrativa francese, situata nel dipartimento della Mosella e nella regione del Grand Est.
È stato costituito il 29 dicembre 2014 per inclusione dell'arrondissement di Château-Salins nell'arrondissement di Sarrebourg e successivo cambio di nome.

## Composizione
L'arrondissement di Sarrebourg-Château-Salins raggruppa 230 comuni in 3 cantoni:
- cantone di Le Saulnois
- cantone di Sarrebourg
- cantone di Phalsbourg